# 政策企業家
政策企業家是“利用機會影響政策結果以促進個人目標之個人，而沒有單獨實現這一目標所需的資源。他們不滿足於僅僅在他人建立的機構內促進自身利益；相反，他們試圖通過創新的想法和策略來創造新的機會視野。 這些堅持不懈的人採用創新思想和非傳統策略來促進預期的政策結果。無論是來自私營部門、公共部門還是第三方部門，他們的一個顯著特徵是願意投入自己的資源—時間、精力、聲譽，有時甚至是金錢—以期在未來獲得回報。雖然政策企業家可能會試圖阻止其他人提出的改變，但企業家活動通常會尋求改變現狀而不是維持現狀。然而，應該強調的是，儘管文獻主要關注成功領導政策變革的企業家，但並非所有政策企業家精神都以成功告終。最後，政策企業家精神只是政治參與的一種形式。這是一個涉及願意承擔風險的個人的過程）。 大多數敘述和案例研究都是在國家背景下，但跨國政策企業家的出現越加顯著。 
該術語指的是利用機會影響政策結果以增加自身利益的個人。該術語最早由政治學者 John W. Kingdon 創造。 Kingdon 創建了多重政策流框架（英語：Multiple Streams Framework），該框架概述了政策過程可以定位到問題、政策和政治中。政治企業家在政策流中最活躍，為潛在問題創造解決方案並將其帶入議程設置過程。該框架是理解政策制定和議程設置的工具。它最初是為了分析和理解美國的議程設置而創建的。 政策企業家是該框架中最重要的參與者，因為他們制定政策備選方案並將其與問題結合起來，以便在適當的時候向政策制定者提出解決方案。他們被描述為“願意投入他們的資源—時間、精力、聲譽、金錢—以提升職位以換取物質、目的或共同利益形式的預期未來收益的倡導者”。 他們使用影響社會、創造機會和促進預期政策成果的創新理念和非傳統戰略。政策創業通常發生在三個階段。它始於政治格局對涉及公共財的某種形式創新的需求。 其次，提出了一種創新的政策工具來滿足這一需求。最後，使用團隊建構、問題定義和以身作則等策略來確保將創新列入議程。 與努力在許多不同主題中堅持自己並公開發聲的公共知識分子不同，政策企業家將專注於特定主題，並可能在幕後與國家和政治精英合作。 

## 起源
Jean-Baptiste Say 提出了「entrepreneur」（企業家之原文詞源）這個詞彙，並將之定義為“將經濟資源從生產力較低的地區轉移到生產力更高、產量更大的地區”的個人。後來，學者們逐漸擴大了企業家精神的使用範圍，並將這一概念從企業應用到公共部門。

## 多重政策流框架
Kingdon 的多重政策流框架模型是對組織抉擇（英語：organizational choice）的垃圾桶模型的解釋。 在垃圾桶模型中，組織被視為尋找問題、議題和感受的選擇組合，以尋找決策和解決方案，還有願意解決這些問題的人。多重政策流之版本表示，可以通過將問題、政策和政治結合在一起來制定政策，所有這些都被視為政策過程中的決策方面。
當認識到問題具有可行的解決方案時，政府議程就會創建，這些解決方案在決策時會在政治上是正確的。 Kingdon 使用術語“政策窗口”來識別這三個方面何時結合在一起。當一個政策窗口被認可並打開時，就有可能進行政策制定。政策企業家此時作為行動者發揮作用，他們在窗口打開時利用之。 在問題流中，條件被定義為基於個人如何看待和相信它以及通過改變會產生多大影響的問題。在政策流中，想法和解決方案是通過通常由專家針對某個問題開發的政策想法來制定的。如果政策制定得到受政策影響的各個不同社群的支持，則政策制定更有可能在實施中倖存下來。政治流側重於影響政策的不同因素，例如國族氛圍（英語：national mood）、群眾爭取變革的努力和立法更替。
該框架被認為在政策企業家的存在和影響以及他們在政策窗口出現中的作用方面提供了最好的概念洞察，通過使用三個“流”來解釋問題得到關注和採用一個有影響力的解決方案之間的差距。Kingdon 聲稱這些不是線性過程，相反，這三個流將被視為獨立的流，能夠以任何順序發生。他指出，這三個流必須同時匯集在一起。 這些流是必須存在一個機會窗口，以及一個可行的解決方案，並結合決策者選擇解決方案的動機和機會。許多政策變革的機會都在打開，但大多數機會在任何人甚至沒有機會利用之前就已經關閉，因為政策議程的注意力發生了巨大變化。
Kingdon 將這一推理應用於美國的政治制度。由於政策制定者沒有時間致力於詳細的政策，他們將責任交給公務員，公務員與智庫和利益集團協商以制定政策解決方案。 重大政策變化的可能性很難預測，因為它需要持續關注、可接受的解決方案以及政治制度的一些妥協。Nikolaos Zahariadis 在 Kingdon 的理論之基礎上將其定義為一種工具，可以解釋政府政策是如何在模糊的條件下制定的。

## 實施的想法
橋接研究（英語：Bridging research）和政策或在政策制定中有效使用證據，是政策創業的一個關鍵要素。在多流框架中，政策企業家的大部分工作都是在政策流中處理議程設置的想法。當可識別的政策窗口打開時，政策企業家的作用是首先確定政治格局中的創新需求。當這個窗口打開時，政策企業家只有有限的時間來進行初步啟動，提出政策建議，利用他們的個人、網絡和機構資源採取行動，通過政策將他們的想法彙集在一起，以滿足需求階段。這是通過解決問題和問題並提出解決方案來完成的，方法是在產品中創建政策替代方案，它們可以作為政策制定者應該審查的有說服力的議程提出。他們將對政策制定者實施有說服力的策略和技術，以迫使他們的創新進入議程。一個成功的政策企業家將設法將他們的問題提上政治議程，並有可能通過和影響與其個人利益相關的立法形式。然而，並不是每一次嘗試都會成功。如果不成功，政策企業家可能會在以後保留他們的議程，甚至將其應用於他們認為可能有效的不同問題。

## 特徵
這些人有資格讓他們的意見被其他人聽到。這可能是在某個主題上擁有專業知識，或者在公司或特殊利益集團中擔任重要的權力職位，使他們能夠做出決定。政策企業家通常會擁有一個龐大的具有政治影響力的人際網絡，他們在推動他們的想法時會利用這些人脈。堅持不懈對於政策企業家的成功至關重要。如果他們要取得成功，就必須通過發表演講和演講、撰寫論文以及在政府委員會面前發言來投入大量時間來表達他們的想法。
政策企業家是政策制定的關鍵參與者，Kingdon 表示，政策企業家是“願意投入他們的資源—時間、精力、聲譽、金錢—來提升地位的倡導者，以換取物質形式的預期未來收益，目的性或共同利益”。 其他政治學家採納了這個定義並進一步擴展。Michael Mintrom 將公共政策視角應用於該術語，“他們是能夠通過創造力、戰略、網絡和有說服力的論證將新的政策理念公開並促進政策變革的個人”。 使用建構主義的觀點，Michael Mazarr 表示“政策企業家可以看作是政策社會建構的人性化身。出於某種原因，倡導者決心與慣性、官僚、對立的利益以及任何其他阻礙他們通過 [機會之窗] 將想法轉化為法律或政策的方式作鬥爭”。

## 評論和批評
對議程、備選方案和公共政策的評論顯示了對 Kingdon 創建的方法和概念的不同意見。Roger Cobb 認為 Kingdon 的垃圾桶模型方法是一種完全隨機的決策工具，缺乏內容。Cobb 指出，垃圾桶模型的最大貢獻是創造了像政策企業家這樣的新術語，這有助於給人以關注政策問題的感覺，但 Kingdon 本人可能並不完全相信他所創造的東西。他批評 Kingdon 通過寫歸因於不同政治週期的“可預測的政策窗口”來為結構提出合理的論點，但與他的整個論點相矛盾。
Evelyn Brodkin 寫道，Kingdon 的論述很好地分析了政策參與者如何看待自己在影響他人、提高問題意識和構建這些問題進行辯論方面的作用。他的發現有助於對議程設置過程的不同模型進行更多的實證調查和辯論。Brodkin 認為，這本書未能挑戰對多元主義理論的批評，這種批評側重於差異，這些差異說明了某些群體和問題是如何系統地被排除在 Kingdon 著作所模型化的政治進程之外。
在政策分析中頻繁使用 Kingdon 的議程設置框架特別有趣，因為該論述只關注美國。或許可以說，完全基於對單個國家的考察而開發的框架，不應該能夠在全球比較研究中產生有用的見解。儘管如此，該框架已被大量用於對地方政治的研究，例如歐盟、聯合國和美國以外的國家。Cairney 和 Zahariadis 解釋說，這是因為該框架擁有一種足夠靈活的語言，可以與廣泛的政策制定過程相關。它的見解具有普遍性，足以適用於大多數政治制度。
Harald Sætren 寫道，多流框架的問題之一是尋找問題和解決方案的不同方法可能會影響政策企業家耦合政策流的成功程度。

## 也可以看看
- 政治人物
- 公益創業
- 議題設定
- 遊說集團